# Birgitte Berg Nielsen
Ane Birgitte Berg Nielsen (født 26. maj 1861 i Vandborg, død 13. december 1951 på Frederiksberg) var en dansk seminarieforstander og kvindesagsforkæmper.

## Familie og uddannelse
Birgitte var datter af læreren Jens Nikolaj Poulsen Berg (1827-81) og Dorthe Marie Jensen (1835-1909). I 1877 gik hun på Askov Højskole og blev oplært som mejerske i 1878-80. I 1882 blev hun lærerinde fra Femmers Kvindeseminarium og de følgende to år arbejdede hun som privatlærerinde.

## Kvindebevægelsen
Vilkårenes for kvinders arbejde var under opbrydning i disse år, og Birgitte så tidligt, at der manglede uddannelsesmuligheder i husholdning. I 1891 og 1894 fremlagde hun planer for husgerningsundervisning som fortsætterundervisning for piger efter børneskolen. Københavns kommune så velvilligt på det, men realiserede først hende idéer i 1898 og herunder en noget anden form.
I 1885 flyttede Birgitte til København for at blive kommunelærerinde og allerede i sine første år i byen blev hun et aktivt medlem af Dansk Kvindesamfund. Her blev hun husholdningssagens fremmeste fortaler og fik flere gange sagen rejst i højskolekredse, landmandsforsamlinger og afholdskredse. Hun argumenterede også i flere fagblade for, at sagen var vigtig nok til at blive taget op af staten. I 1899 vedtog Danske Kvindesamfund at støtte hende forslag og sagen blev derefter rejst flere gange politisk uden resultat. Hun gav dog ikke op og fortsatte med arbejde og videreuddanne sig. Fra 1903-15 var hun forstander Dansk Kvindesamfunds husholdningskurser.

## Husholdningsskole- og seminarium
Omkring århundredeskiftet startede flere uddannelser for husholdningslærere, men de fleste af disse levede ikke op til Birgittes høje, faglige ønsker for uddannelsen. Derfor åbnede hun i 1905 Birgitte Berg Nielsens Husholdningsskole og Husholdningsseminarium. Skolen afholdte en lang række kortere praktiske kurser med henblik på ansættelse eller arbejde i eget hjem mens seminariet, der blev drevet i samarbejde med Landbohøjskolen, havde treårige kurser for husholdningslærerinder - altså et år længere end de andre uddannelser for husholdningslærerinder.
I 1906 var Birgitte initiativtager for Pædagogisk Forening for Husholdningslærerinder, hvilket er blevet set som en modsvar på Magdalene Lauridsens Forening for Husholdnngslærerinder- og lærere samme år.
Husholdningsskolerne modtog et mindrestatstilskud og som resultat heraf, blev Birgitte i 1907 udnævnt til statskonsulent for husholdningsundervisning. Hun blev derved den første kvinde i en tilsynsstilling.
Hun var medlem af den store husholdningskommission i 1918-20, der udarbejde retningslinjer for husholdningslærerindeuddannelsen. I 1924 blev der indført statslige standarder og uddannelsestiden blev sat til to år. Birgitte fastholdt dog en overbygning med et ekstra års studie på Landbohøjskolen.

## Udgivelser
Igennem sin karriere foretog Birgitte kemiske analyser af næringsindholdet i fødevarer og gennem spørgeskemaundersøgelser indsamlede hun viden om husførelse og kostforhold i Danmark. Dette blev baggrund for en række undervisningsmaterialer og lærebøger, herunder bl.a.:
- Sukkersygekost (1912)
- Næringsmiddellære (1920-25)
- Regnebog for Husholdningslærerinder (1924)
- Køkkenteori og 101 Skolekøkkenmissage (1927)
- Kulhydratfattig Kost (1933)